# Stenopodius
Stenopodius es un género de escarabajos de la familia Chrysomelidae. El género fue descrito científicamente primero por G. Horn en 1883. Esta es una lista de especies perteneciente a este género:
- Stenopodius flavidus (Horn, 1883)
- Stenopodius insularis (Blaisdell, 1939)
- Stenopodius inyoensis (Blaisdell, 1939)
- Stenopodius lateralis (Schaeffer, 1933)
- Stenopodius martini (Blaisdell, 1939)
- Stenopodius submaculatus (Blaisdell, 1939)
- Stenopodius texanus (Schaeffer, 1933)